# Regolamento lordo in tempo reale
I sistemi di regolamento lordo in tempo reale (in inglese: real-time gross settlement systems - RTGS), sono sistemi di trasferimento di fondi, tramite i quali il trasferimento di denaro e valori mobiliari avviene da una banca a qualsiasi altra banca in tempo reale e su base lorda a condizione che ci siano fondi sufficienti o disponibilità di credito sul conto dei debitori con l'agente di regolamento.
Il sistema europeo di regolamento lordo in tempo reale è il TARGET2 (T2).

## Storia
Questi sistemi di pagamento hanno fatto il loro ingresso, nel mondo bancario, all'inizio degli anni novanta. Lo sviluppo del regolamento lordo in tempo reale è stato possibile grazie allo sviluppo delle reti di comunicazione e della tecnologia di quegli anni.

## Descrizione
Una volta elaborata, la transazione è immediata ed irrevocabile, "su base lorda" significa che la transazione è regolata ad uno ad uno, senza unirla ad altre transazioni, sono quindi regolati singolarmente, "in tempo reale" significa che la transazione di pagamento non è soggetta ad alcun tempo d'attesa, poiché la transazione è fatturata non appena è stata elaborata.